# Antonio Daniloski
Antonio „cyx“ Daniloski (10. červenec 1990 – 28. července 2010 Lüdenscheid, Německo) byl německým profesionálním hráčem Counter-Strike. V červenci 2007 se stal členem klanu Mousesports. Spolu se svým týmem vyhrál pětkrát v řadě ESL Pro Series, a dosáhli několika top umístění v mezinárodním mistrovství. Antonio byl také nedílnou součástí německého národního týmu. V roce 2008 mu byla udělena cena eSports Award za objev.
28. července 2010 umírá ve věku 20 let při automobilové nehodě, když se vracel z letiště ve Frankfurtu kde nestihl odlet svého týmu na ESL Intel Extreme Masters v Šanghaji.

## Klany
- Endeffect(GER) (červenec 2006 - prosinec 2006)
- 360eSports(GER) (leden 2007 - červen 2007)
- Mousesports(GER) (červenec 2007 - červenec 2010)

## Úspěchy
- 5x německý mistr ESL Pro Series (období 12, 13, 14, 15 a 16)
- ESL Intel Extreme Masters II: 1. místo
- ESWC Masters of Paris 2008: 3. místo
- GameGune 2008: 2. místo
- ESL Intel Extreme Masters III GC Dubaj: 1. místo
- World e-Sport Masters 2008: 2. místo
- ESWC Masters of Cheonan 2009: 3. místo
- ESL Intel Extreme Masters IV Mistrovství Evropy: 1. místo